# Chaoilta fortis
Chaoilta fortis är en stekelart som först beskrevs av Charles Thomas Brues 1918.  Chaoilta fortis ingår i släktet Chaoilta och familjen bracksteklar. Inga underarter finns listade i Catalogue of Life.